# Дламини, Джеймсон Мбилини
Принц Джеймсон Мбилини Дламини (англ. Jameson Mbilini Dlamini; 5 августа 1932 — 5 июня 2008) — свазилендский политический и государственный деятель, занимал пост премьер-министра Свазиленда с 4 ноября 1993 по 8 мая 1996 года.

## Биография
Внук Верховного вождя Свазиленда Мсвати II. Образование получил в Свазиленде.
До своего назначения на пост премьер-министра был членом кабинета министров с октября 1991 года, занимал пост министра общественных работ, труда и транспорта.
Во время своего премьерства со своим кабинетом из 17 человек безуспешно пытался решить экономические и политические проблемы страны. Оппозиция торговцев, профсоюзов и запрещённых политических партий продолжала усиливать сопротивление правительству Дламини с помощью митингов и забастовок. После возникших в Свазиленде народных волнений король Мсвати III отправил в отставку правительство Джеймсона Мбилини Дламини и поручил вице-премьеру Нксумало занять его пост на три месяца.
Позже был переведён Верховным комиссаром Королевства Свазиленд в Кении.
На момент смерти был членом консультативного совета короля Мсвати III.